# Kasteel Zwarte Arend
Kasteel Zwarte Arend is een kasteel in de tot de gemeente Antwerpen behorende plaats Deurne, gelegen aan Ertbruggelaan 150 en Professor Van den Wildenberglaan 1-2.

## Geschiedenis
In 1625 en 1639 werd het goed voor het eerst vermeld als Arentshoff en was het een omgrachte huyzing van playsantie (buitenhuis) met hoeve en poortgebouw. Het werd toen verkocht aan Antwerpse notabelen. In 1756 kwam het aan Simon Karel de Neuf. Diens zoon Simon Jozef de Neuf liet in 1784 het kasteeltje verbouwen in classicistische stijl. Sindsdien bleef het in handen van particulieren tot het in 1957, samen met het omliggende park van 3,3 hectare, verkocht aan het OCMW, waarop het verbouwd werd tot een bejaardentehuis dat in 1960 in gebruik werd genomen.
In 1959 werd een groot deel van het park verkaveld. Slechts een vijver, 18e-eeuws tuinbeeld, ijskelder, siervaas en een tuinpaviljoen bleven behouden.
Het kasteel heeft een grote ingangshal en een hoekzaal met schouw in Lodewijk XVI-stijl, thans in gebruik als verblijfszaal respectievelijk eetzaal van het bejaardentehuis.
Het kasteeldomein sluit aan bij dat van Kasteel Ertbrugge dat in Wijnegem ligt.